# Амазонка

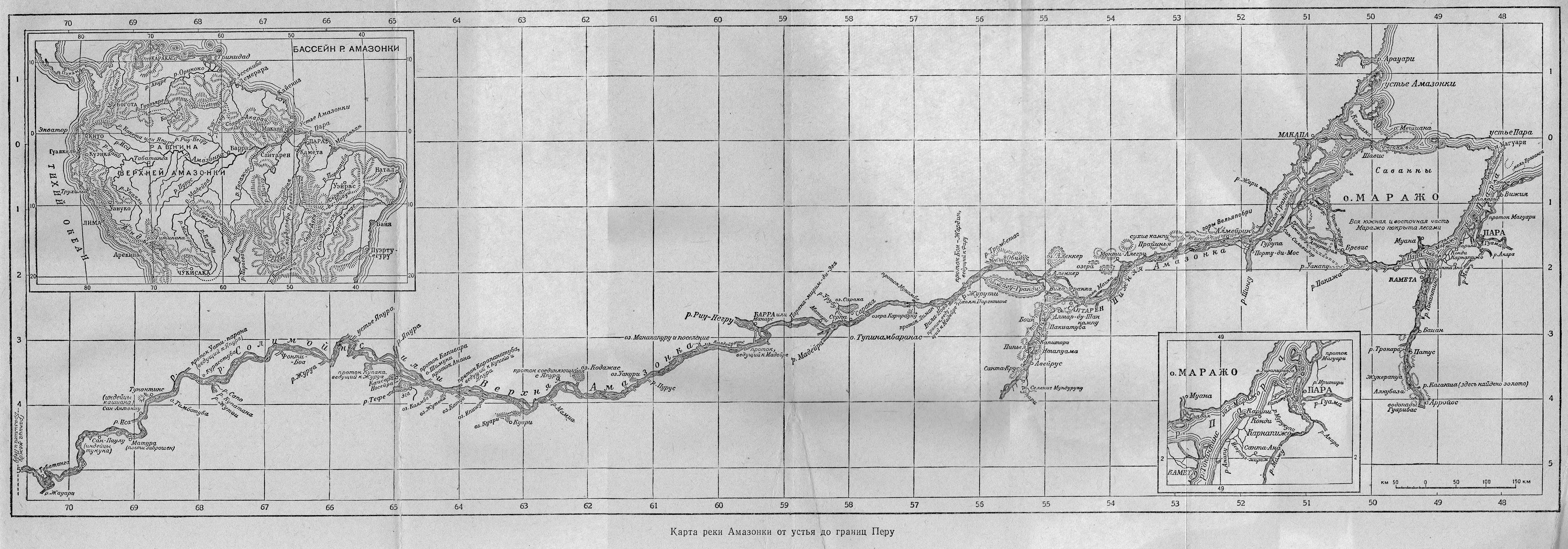
Карта р. Амазонка з книги Генрі Уолтера Бейтса «Натураліст на Амазонці» (1958).

Амазо́нка — міжнародна річка в Південній Америці, найдовша річка у світі і найповноводніша. Її основні витоки, Мараньйон і Укаялі беруть початок у Перуанських Андах і об'єднуються в один потік довжиною 4 тисячі км, що тече на схід через Бразилію. Система має близько 48 280 км навігаційних шляхів, басейн річки становить 7 мільйонів км², близько половини загальної площі Південної Америки. Впадає в Атлантичний океан у районі екватора, створюючи у гирлі дельту (площа більше 100 тис. км²), яка включає також найбільший острів Бразилії — Маражо. Дельта має ширину 80 км, через яку проходить така величезна кількість води, що на відстані 64 км від берега вода на поверхні океану залишається прісною. У басейні Амазонки 5 мільйонів км² займають тропічні ліси, у яких зустрічаються 30% усіх відомих видів тварин і рослин. Це найвологіша область Землі; середній рівень опадів — 2540 мм на рік, тому на Амазонку припадає 20% світового річкового стоку у Світовий океан. Незалежні дослідження показали, що з 1985 року відбувається інтенсивна вирубка лісів (12 % проти 0,6 % у 1975 році), що може порушити екологічну систему регіону.
Амазонка є найдовшою річкою в світі. Десятки племен, що жили на її берегах шанували її як справжнє божество. Довжина цієї річки настільки величезна, що її омивають води цілих п'ять країн, а починається вона в Перу.

## Етимологія
Спочатку Амазонка була відома європейцям як Marañón, і перуанська частина річки та бразильський штат мають цю назву. Іспанці назвали річку Ріо-Амазонас. Існує легенда, яка пояснює цю назву. Назва Ріо-Амазонас була дана після того, як в 16 столітті місцеві воїни напали на іспанську експедицію. Воїнів очолювали жінки, нагадуючи амазонок, які згадувались в давньогрецькій міфології. 

## Географія
В Амазонки найбільший басейн у світі — близько 6,9 мільйона км². Ця площа майже рівняється площі Австралії або США. Басейн Амазонки розташовано на території декількох країн: Бразилія, Болівія, Перу, Еквадор та Колумбія. 
Річка Амазонка має середню витрату близько 215 000–230 000 м 3 /с, або приблизно 6 591–7 570 км 3 на рік. Дві з десяти найповноводніших річок світу є притоками Амазонки. Амазонка приносить в океани 20% всього світового річкового стоку. Води, що ріка приносить в океан, роблять морську воду прісною на відстані більш ніж в 150 км. 
Довжина річки перевищує 25 тисяч км, а незліченні притоки Амазонки досягають довжини 1500 км.

### Русло
Останні геологічні дослідження показують, що протягом мільйонів років річка Амазонка текла в протилежному напрямку – зі сходу на захід. Через тектонічні рухи, західна частина Південноамериканської літосферної плити почала стикатися з Тихоокеанською літосферною плитою, в наслідок чого західна частина сучасного материка почала підніматися, формуючи гори Анди, що змусило річку змінити напрямок на схід до Атлантичного океану. 

#### Верхів'я
Витоки Амазонки — Мараньйон і Укаялі — беруть початок у Перуанських Андах, де переважають скелясті безлісі гори, а клімат суворий і несприятливий для людини. Мараньйон тече на північний захід між хребтами Анд, а недалеко від міста Хаен,  Мараньйон повертає на схід крізь Східні Анди та виходить на Амазонську рівнину. У верхній течії Мараньйон утворює вузькі каньйони, іноді дуже вузькі. На решті свого шляху довжиною 1415 км вона тече крізь малонаселені землі екваторіальних дощових лісів і впадає в річку Укаялі, утворюючи Амазонку.
Річка Укаялі, верхів'я Амазонки, починається в східно-центральному Перу двома притоками Тамбо та Урубамба, які зліваються в одну річку в районі міста Аталая. Укаялі до злиття з річкою Мараньйон тече на північ по рівнинній території вдовж Східних Анд приблизно 1465 км через сельву.  Загальна довжина Укаялі та її найдовшої притоки Апурімак становить 2738 км.

#### Середня течія

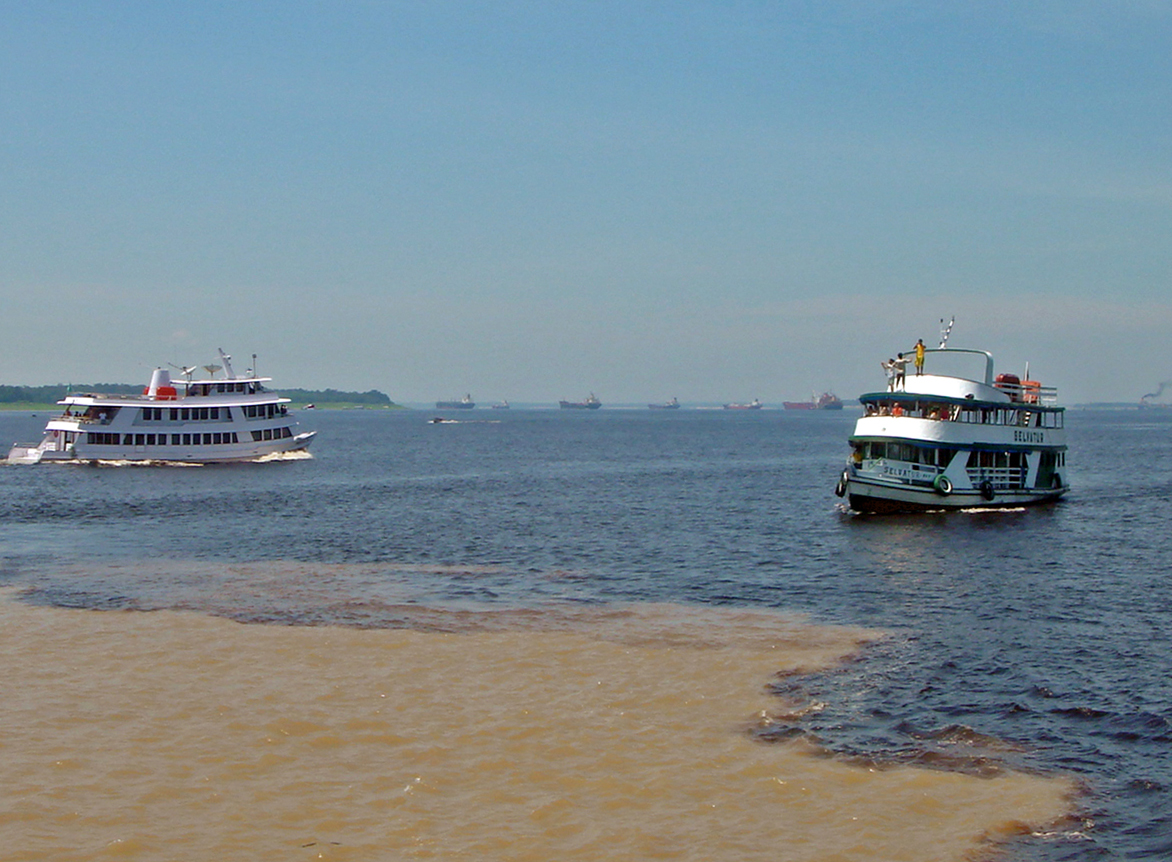
Злиття Ріу-Негру (чорні води) та Солімоес (каламутні) поблизу Манауса, Бразилія.

Після злиття Мараньйону та Укаялі, Амазонка має до 2 км завширшки. Вона тече поміж високих берегів, підмиваючи і руйнуючи їх. Час від часу в різних місцях чути глухий гуркіт: це терра  каїда (зсув) — з гуркотом обвалюється підмита річкою ділянка берега. Човнярі і капітани суден дуже бояться таких обвалів і тому стараються триматися далі від небезпечних ділянок берега.
Слід відзначити ще одну дивовижну рису Амазонки: у світі немає другої великої річки з такою великою кількістю кольорових вод. Вода Ріу-Негру дуже темна, а Ріу-Бранку — біла, як молоко; є потоки з жовтим, сірим, зеленуватим, червонуватим забарвленням. У річковиків є цікавий звичай: відзначати перетин лінії, яка ділить кольорові води Амазонки і Ріу-Негру, своєрідним, дуже веселим святом. У цей час на пароплавах панує гомінке пожвавлення, усі кричать, співають, танцюють, обливають одне одного водою.
Після впадіння Ріу-Негру ширина потоку Амазонки перевищує 5 км, а глибина сягає 30—50 м. Ще більшою стає Амазонка після впадіння Мадейри. Вона така широка тут, що коли плисти по середині річки, майже не видно берегів.

#### Гирло

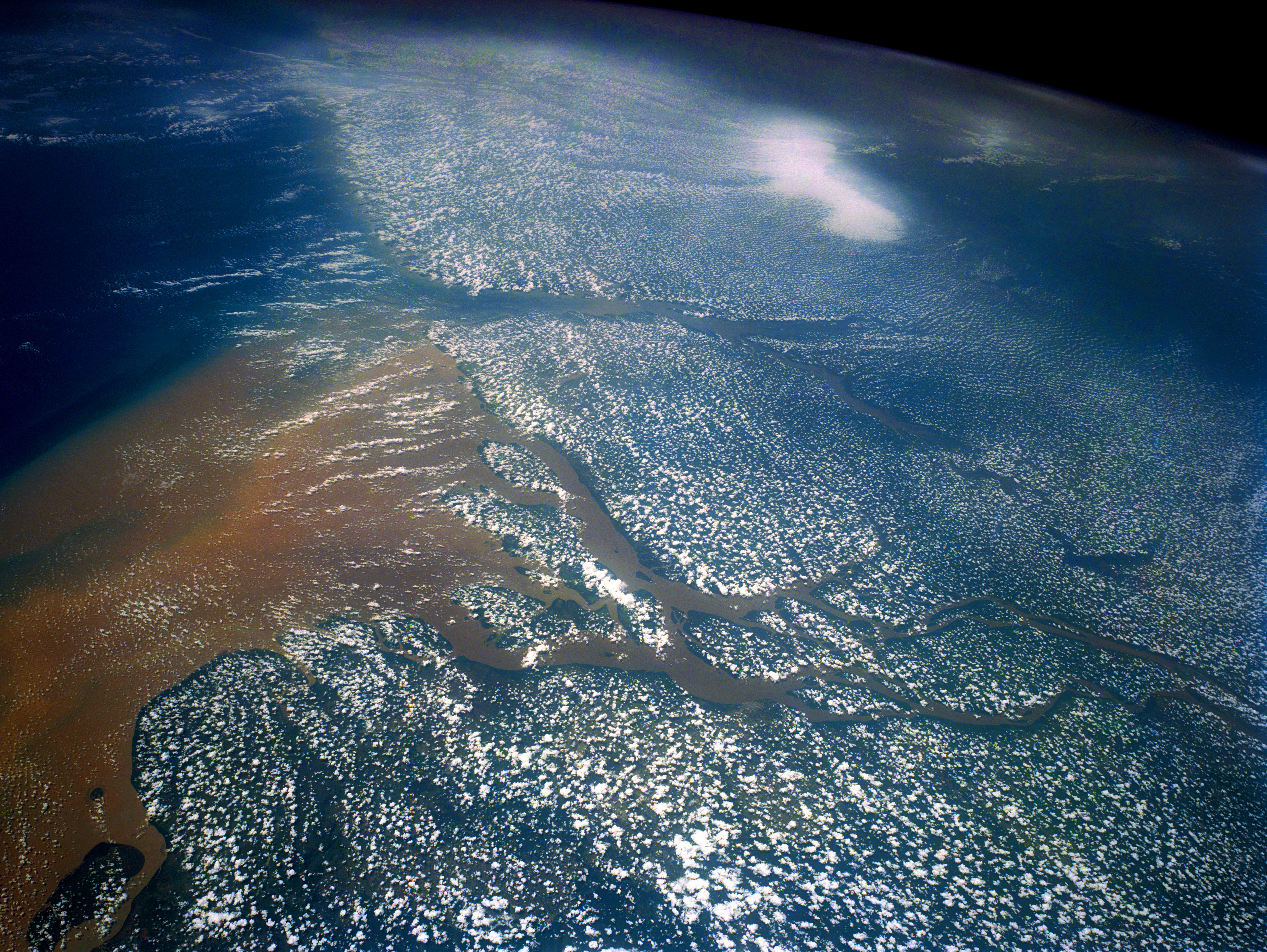
Супутникове зображення гирла річки Амазонки, вид на південь.

Визначення меж гирла Амазонки і те, наскільки воно широке, є предметом суперечок через своєрідну географію району. Недалеко від міста Бревес, Пару і Амазонка пов'язані серією каналів, що звуться фурос, а між ними лежить Маражо, острів розміром майже з Швейцарію, який є найбільшим у світі річково-морським островом.
Якщо рахувати річку Пара та океанський бік острова Маражо, гирло Амазонки має близько 325 кілометрів в ширину. У цьому випадку ширина естуарію річки, як правило, вимірюється від мосту Кабле Ноте, в бразильському штаті Амапа, до Понта-да-Тіжока недалеко від міста Куруса, в штаті Пара. За цим критерієм, Амазонка ширша в гирлі, ніж вся довжина річки Темзи в Англії.
Консервативніші вимірювання виключають з вимірювань гирло річки Пара, вимірюючи гирло Амазонки, таким чином, від гирла річки Арагуарі до Понта-Навіо на північному узбережжі Маражо, означаючи ширину гирла Амазонки у більше ніж 180 кілометрів. Якщо ж рахувати тільки основний канал річки, яким вважається рукав між островами Куруа (штат Амапа) і Журупарі (штат Пара), ширина зменшується приблизно до 15 кілометрів.

### Довжина річки
До недавнього часу ніхто точно не знав, яка довжина Амазонки і яка її водоносність. Сперечалися також, яка притока Амазонки головна — Мараньйон чи Укаялі. Суперечка розв'язалась на користь першої з цих річок, бо в місці їх злиття Мараньйон несе води в кілька разів більше, ніж Укаялі.
Протягом довгого часу велася суперечка, яка річка найдовша у світі, Амазонка чи Ніл. Довжина Амазонки від початку Мараньйону до південного заходу острова Маражо близько 6 500 км. За даними Національного центру космічних досліджень Бразилії, довжина Амазонки - 6992,06 кілометра, у той час як Ніл, що протікає в Африці на 140 кілометрів коротший (6852,15 кілометра). Це робить південноамериканську річку не тільки найбільш повноводною, але й найдовшою в світі.

### Притоки
На шляху від одного краю південноамериканського материка до другого, яким протікає річка, її живлять сила-силенна приток, причому 17 із них являють собою великі річки від 1 100 до 3 500 кілометрів завдовжки.
Найбільші притоки:
- 3 250 км — Мадейра (Madeira)[7]
- 3 211 км — Пурус (Purus)[8]
- 2 820 км — Жапура (Yapura)[9]
- 2 639 км — Токантінс (Tocantins)[10]
- 2 400 км — Журуа (Juruá)[11]
- 2 250 км — Ріу-Негру (Rio Negro)[12]
- 1 992 км — Тапажос (Tapajós)[13]
- 1 979 км — Шінгу (Xingu)[14]
- 1 900 км — Укаялі (Ucayali River)[15]
- 1 575 км — Іса (Içá)
- 1 415 км — Мараньйон (Marañón)

### Гідрографія
Є в Амазонки ще одна дивна властивість — вона повноводна протягом усього року і цим відрізняється від багатьох великих річок світу, що багатоводні або навесні чи влітку, коли в їх басейнах тануть сніги і льодовики, або в інші сезони року, залежно від випадання опадів.
Вивчаючи життя річки, вчені довідалися, що Амазонка має притоки, які несуть їй воду з південної і північної півкуль, і що ці річки за своїм режимом є антиподами.
Стік річки спостерігався протягом 68 років (1928—1996) в Обідосі, місті бразильського штату Пара, що розташоване за 537 км від її виходу в Атлантичний океан.
У Обідосі, середньорічний стік, спостережений за цей період, становив 176 177 м³/сек для водозбору 4 640 300 км², або 79,27% від загальної площі водозбору (приблизно 5 853 804 км²). Загалом, досліджуваний басейн не містить у собі ні великих «правих» басейнів Тапажосу та Шінгу, ні «лівих» басейнів, зокрема, річки Жарі, оскільки точки впадання цих річок лежать вниз за течією від міста Обідос.
Кількість опадів по всій площі досліджуваного басейну досягла показника 1 197 міліметрів на рік. Це втричі більше, ніж у басейні річки Конго, другої річки у світі за стоком та кількістю опадів, що вимірюються в Кіншасі, тобто майже на всьому басейні, і становить всього 359 міліметрів на рік.
Середньомісячний стік Амазонки (в м³/с), виміряний на контрольно-вимірювальній станції в Обідосі
Дані розраховані за 69 років
(середньорічний — 176 000 м³/с)
Розрахунковий середньомісячний стік Амазонки (в м³/сек) в гирлі,
з урахуванням його останніх чотирьох приток (щорічно 209000 м³/с)

### Населення

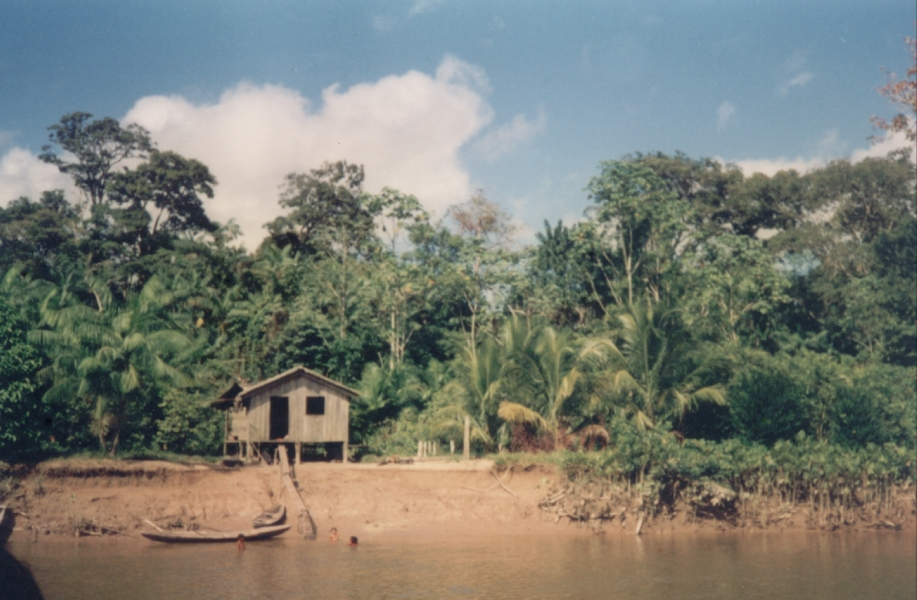
Будинок на березі Амазонки

Європейці, що прибули в XVI столітті до центральних районів басейну Амазонки, зустріли індіанські племена, які стояли на низькому ступені розвитку. Надзвичайно важкі умови життя в лісах Амазонки, найдикіших на земній кулі, постійна жорстока боротьба за існування, відірваність від районів стародавньої цивілізації — ось основні причини цієї відсталості.
За минулі віки відбулося змішання рас, і нині басейн Амазонки має досить строкате населення. Тут живуть люди усіх кольорів і відтінків шкіри, які тільки можна зустріти на Землі: білі (європейці), чорні (негри), червоношкірі (індіанці), «кольорові» — метиси, мулати і т. д. Нащадків білих і індіанців називають метисами, нащадків білих і негрів — мулатами тощо
Панівне становище в житті країн амазонського басейну належить білим — нащадкам іспанських, португальських та інших «цивілізованих» колоністів. Решта жителів — аборигени-індіанці й нащадки завезених сюди рабів-негрів — безправні, пригноблені, зазнають расової дискримінації. Рабство існує й нині, але в завуальованому вигляді. Із усіх великих річок Землі природа особливо щедро нагородила басейн Амазонки. В ньому є все необхідне, щоб забезпечити життєві потреби населення майже всієї нашої планети.

### Флора та фауна
Річки амазонського басейну багаті на рибу. Вчені визначили, що жодна річка у світі не має такої багатої і різноманітної фауни прісноводних риб. Тільки у водах самої Амазонки, не рахуючи приток, налічується близько 750 видів риб, більше третини того, що взагалі зустрічається на земній кулі. Загалом в Амазонці разом із притоками мешкає понад 2 тисячі видів риб. Саме звідси походить багато популярних акваріумних риб — гупі, мечоносці, скалярії та інші. Серед ендеміків Амазонки широко відомі протоптери (дводишні риби); піраньї, що ведуть хижацький спосіб життя; арапаїма — одна з найбільших прісноводних риб, яка досягає 4-4,5 метрів завдовжки і ваги понад 200 кілограмів; аравана срібляста — досягає метрової довжини та може вистрибувати з води, хапаючи жуків із звисаючих над водою гілок. До чудес Амазонки належать «співучі» риби, схожі на сомів. Туристи розповідають, що їм доводилось у надвечірні години чути «спів» цих риб, схожий на тихі дзвони.

## Економічний розвиток
Проєкт XX сторіччя — «Великий Каражас» передбачає широкий розвиток у найближчі 10—15 років гірничорудної промисловості в районі Каражасу, розташованому на бразильській території в північній частині басейну Амазонки. Тут розвідані казково багаті родовища корисних копалин: залізної руди, міді, марганцю, бокситів, олова, золота.
У басейні Амазонки планується розташувати 428 гідроелектростанцій. Станом на 2017 р. уже побудовано або будується близько 140. Басейн служить джерелом 20 відсотків прісної води на планеті і середовищем існування безлічі рослин і тварин ендемічних (властивих для конкретної місцевості) видів.

## Дослідження
Біля гирла Амазонки протягом кількох місяців у першій половині 1983 року працювала перша радянська комплексна експедиція, якій було підпорядковане наукове судно «Профессор Штокман».
Область гирла Амазонки — чудовий об'єкт для вивчення, бо за своїми велетенськими розмірами, великими глибинами, винятковою різноманітністю рослинного і тваринного світу являє собою щось середнє між річкою і морем. За впливом на природні, процеси, які відбуваються у воді, над суходолом і морем, її можна порівняти лише з морською течією Гольфстрим.
Експедиція була організована Інститутом океанології ім. П. П. Ширшова та Інститутом Латинської Америки Академії наук СРСР. У її роботах взяли участь кілька спеціалістів із Бразилії.
Дослідження річки проводилися в 67 точках, де бралися проби води і ґрунту, а також велися гідрологічні, гідрохімічні, гідробіологічні та інші спостереження. Крім того, дослідженням були охоплені області шлейфу і окремі глибоководні ділянки океану.
Група біогеохіміків вивчала органічні речовини, які виносяться Амазонкою в океан із глибин Амазонської низини і їх вплив на навколишнє океанське середовище. Відкладення в основному являють собою продукти життєдіяльності амазонських джунглів: білки, жири, цукроподібні речовини; залягаючи на дно океану, вони сприяють утворенню родовищ корисних копалин.

## Історія відкриття

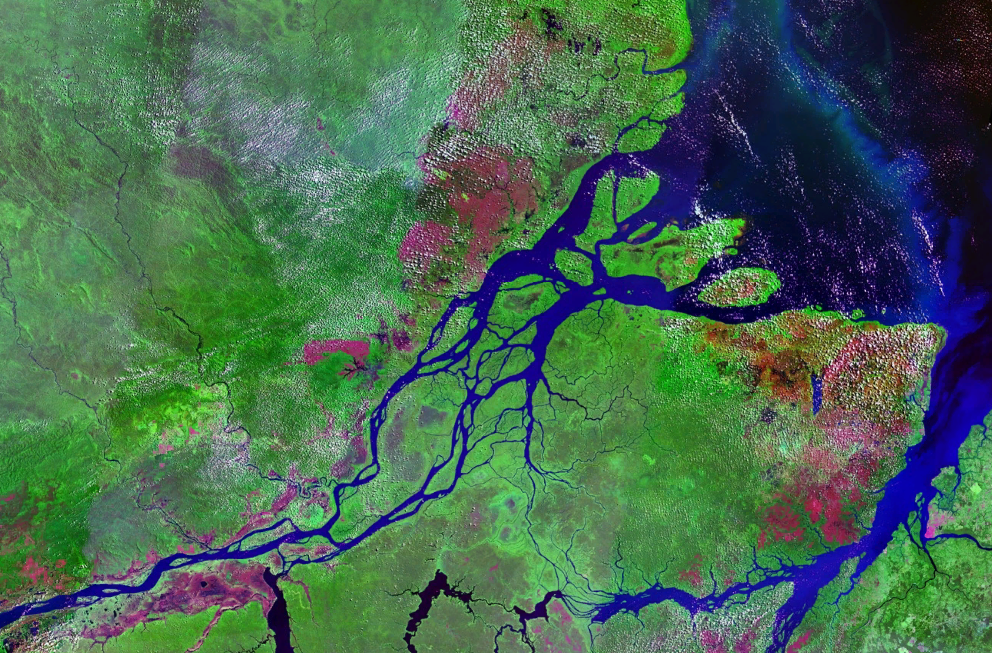
Гирло Амазонки, супутниковий знімок

Восени 1499 року від берегів Іспанії відпливла флотилія з чотирьох каравел і взяла курс на південний захід. Нею командував Вісенте Яньєс Пінсон, який брав участь у першому плаванні Колумба.
Каравели перетнули Атлантичний океан і в січні 1500 року підійшли до східного виступу Південної Америки приблизно близько 6° південної широти. Одного разу флотилія збилася з дороги і втратила землю з поля зору. Невдовзі стався дивовижний випадок: океан, по якому пливли каравели, був повен прісної води.
Порадившись, моряки дійшли висновку, що перебувають у районі впадіння в океан якоїсь величезної річки, їхні припущення підтвердились. Знайшовши один із рукавів гирла, іспанці піднялися по ньому вгору на кілька кілометрів. По дорозі їм зустрілося кілька індіанських селищ, їхні жителі привітно зустріли прибульців, однак ті мали зовсім не мирні наміри: висаджувались на берег і влаштовували полювання на індіанців, їм вдалося захопити в полон понад тридцять чоловік. Цей живий «товар» вони збиралися вигідно продати після повернення.
Так було покладено початок «страхітливій чумі» — рабству і работоргівлі на південноамериканському континенті.
Одного разу, немовби з метою помститись за вчинені злочини, на каравели піднялася величезної сили хвиля, яка прийшла з океану. Це була страхітлива амазонська поророка. Вона пошкодила і розкидала судна іспанців.
Приголомшені моряки довго не могли прийти до тями. Тільки-но вода спала, уцілілі каравели з'єдналися і поквапились піти з небезпечного місця.
Не знайшовши ні золота, ні коштовностей, втративши половину флотилії і частину екіпажу, Пінсон у вересні 1500 року повернувся на батьківщину. В трюмах уцілілих кораблів було трохи сандалового дерева, цукрової тростини, різних дивовиж та полонені напівживі індіанці.
Зате географічні результати подорожі дуже великі: були відкриті північно-східне узбережжя Південної Америки і гирло Амазонки. Одного разу, це було 24 червня 1542 року, мандрівники безшумно пристали до одного із селищ, маючи намір поповнити запаси провіанту. Довкола панувала тиша, та щойно люди зійшли на берег, як на них посипався град списів і стріл. Натовп індіанців навально атакував зайд і так само швидко розсіявся після залпів із мушкетів. Однак незваним гостям довелося поквапливо відступити.
Після бою іспанці розповідали, що їм довелося битися із лютими індіанцями, які спритно володіли списами і луками. Довге волосся вкривало їхні плечі і спини, а на стегнах вони мали короткі спіднички.
У щоденнику Карвахаля з'явився відповідний запис, у якому висловлювалося припущення, що іспанці потрапили в країну амазонок.
Епізод бою іспанців з «амазонками» мав свої наслідки. По-перше, Велику річку назвали річкою Амазонок, а пізніше переінакшили в Амазонку.
Першим з європейців проплив по всій довжині річки від гирла до витоку в 1639 році португалець Педру Тейшейра. Один з його супутників, єзуїт Крістобаль де Акунья, надрукував перший опис подорожі по Амазонці.

## Цікавий факт
- На найдовшій річці світу не споруджено жодного мосту[21]
- Це найбільша річка в світі. Це з точки зору об'єму води, незважаючи на те, що він не найдовший (цей титул належить Нілу). Річка Амазонка щосекунди викачує в океан 200 000 літрів прісної води.
- Існує друга річка Амазонка під тією, яку ми всі знаємо і любимо. Річка Хамза знаходиться на відстані кількох миль під землею і йде по шляху Амазонки.
- Річка Амазонка та її притоки проходять через десять різних країн. Після Перу річка тече через Еквадор, Колумбію, Венесуелу, Гаяну, Суринам, Французьку Гвіану, Бразилію та Болівію. Це справжня подорож.
- Один із лише чотирьох видів річкових дельфінів у світі, амазонський дельфін насолоджується прісною водою Південної Америки вже 18 мільйонів років.[22]